# Kameron Simmonds
Kameron Necole Simmonds (* 6. Dezember 2003 in Midlothian, Virginia) ist eine in den USA geborene jamaikanische Fußballspielerin.

## Karriere

### Vereine
In Jamaika spielte sie bis Sommer 2022 beim Richmond FC und ist seitdem in den USA für die College-Mannschaft der Tennessee Lady Volunteers aktiv.

### Nationalmannschaft
Mit der jamaikanischen U20 nahm sie an der CONCACAF Meisterschaft 2022 teil. Ihr Debüt für die jamaikanische A-Nationalmannschaft gab sie am 3. September 2022 bei einer 0:1-Freundschaftsspielniederlage gegen Südkorea. Danach war sie auch beim  Cup of Nations 2023 in zwei Partien dabei.
Am 23. Juni 2023 wurde sie für den finalen Kader bei der Weltmeisterschaft 2023 nominiert. Dort kam sie beim 1:0-Sieg über Panama im zweiten Gruppenspiel per Einwechslung zur 80. Minute für Kayla McKenna zu ihrem ersten WM-Einsatz.